# Асимметричная федерация
Асимметричная федерация — федерация, которая характеризуется разностатусностью субъектов.
Асимметричными федерациями являются Индия, Танзания, Бразилия, Канада. Асимметричной федерацией многими считается и Россия, однако в её Конституции прописано обратное. Де-факто Россия есть федерация с многоуровневой симметрией федеративного устройства. То есть на каждом статусном уровне (на уровне республики, областей, краёв, автономных округов) субъекты федерации с одинаковыми особенностями правового статуса между собой равны. Но все же определенный элемент асимметрии в Российской Федерации присутствует.

## Попытки преодоления асимметричности РФ
Российская Федерация в настоящее время де-факто является асимметричной федерацией (однако по Конституции России, все субъекты равнозначны). В неё входят как края, области и города федерального значения, не имеющие национального статуса, так и национальные республики и автономные округа. В декабре 1990 года председатель Верховного Совета РСФСР Борис Ельцин выступил с инициативой объединения краёв, областей и городов федерального подчинения в Русскую республику. Однако это предложение не получило дальнейшего развития.
В 1993 году с аналогичным предложением выступил политик и бизнесмен Герман Стерлигов. 
В июне 2003 года был образован Комитет за созыв Учредительного собрания Русской республики под председательством Владимира Попова.
С 1995 года губернаторы краёв и областей были уравнены в правах с президентами республик — их также стали не назначать, а избирать. В 2004—2012 гг. губернаторы и президенты (главы) республик избирались только законодательным собранием субъекта по представлению президента России. С 2012 года были возвращены выборы глав субъектов федерации. При этом была сохранена возможность назначения главы субъекта федерации законодательным собранием региона.